# Hernani

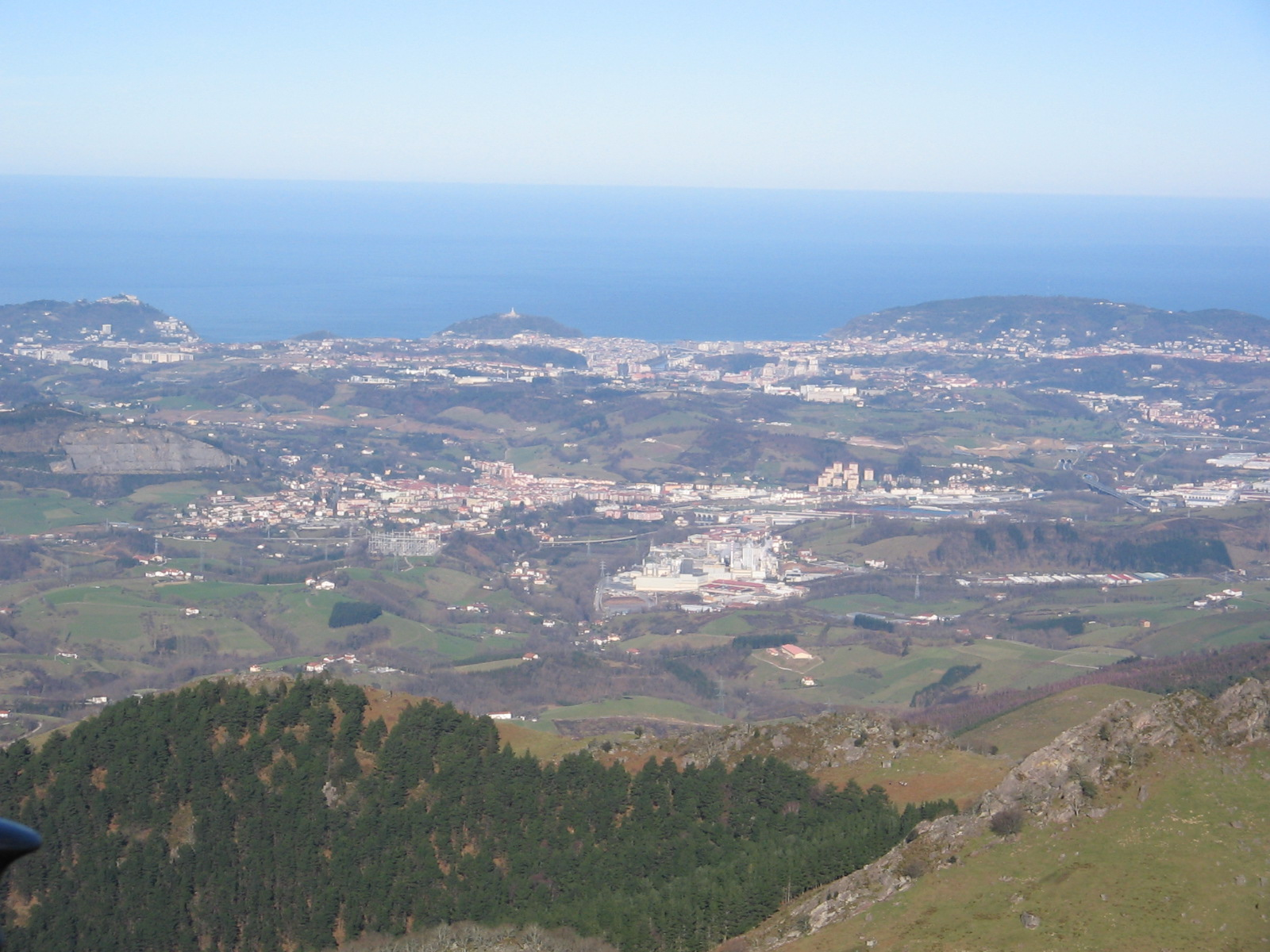
Vista de Hernani desde el monte Adarra, con San Sebastián al fondo

Hernani es una villa y municipio español de la provincia de Guipúzcoa, perteneciente a la comarca de San Sebastián, en la comunidad autónoma del País Vasco. Está situada a una distancia de 5 km de San Sebastián. El término municipal de Hernani ocupa una superficie aproximada de 40 km² y limita con San Sebastián, Astigarraga, Arano, Elduayen, Rentería, Lasarte-Oria y Urnieta. Su población asciende a 20 438 habitantes (2020).
Sus fiestas patronales se celebran entre el 23 y 27 de junio, en honor a San Juan Bautista; y entre sus festejos es de destacar la popular Azeridantza (también celebrada en las fiestas de Carnaval).
Hernani es desde octubre de 2010 un municipio compuesto, ya que el municipio integra una entidad local menor, Ereñozu (en euskera Ereñotzu).

## Geografía
Desde su casco urbano (calificado como Bien Cultural con la categoría de Conjunto Monumental), a las faldas del monte Santa Bárbara, es posible divisar una amplia zona de la vega del Urumea.

### Barrios

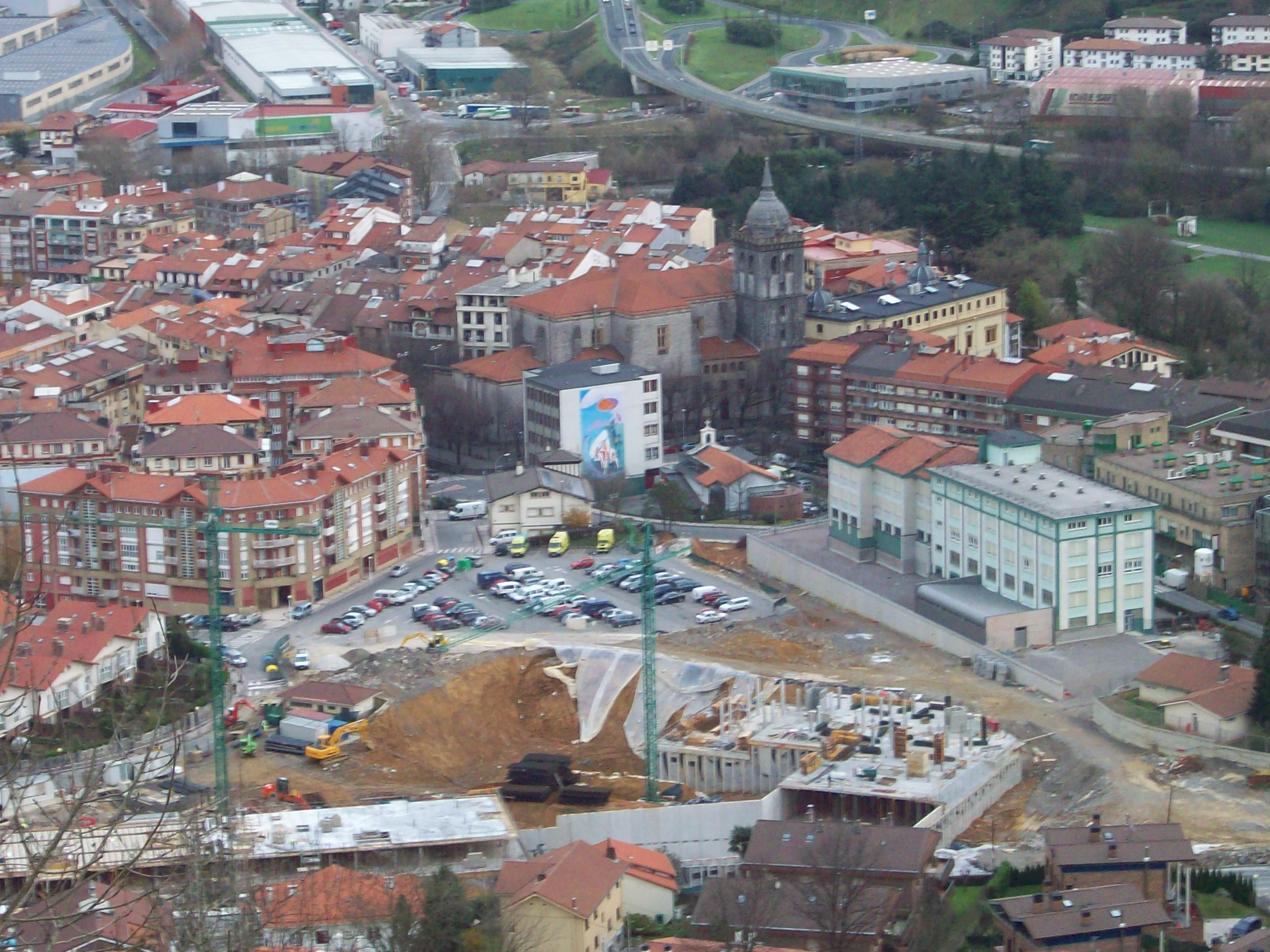
Centro de Hernani

Los barrios de Hernani son los siguientes:
- Aquerregui (valle) (Akarregi Bailara): es el nombre que recibe la zona llana situada en la margen derecha del Urumea desde el casco de Hernani hacia el barrio de Ergobia de Astigarraga. La zona está principalmente ocupada por pabellones industriales como Ibaiondo (aquí se encontraba antiguamente la acería de Orbegozo), pero también hay una serie de casas más o menos alineadas a lo largo de la vieja carretera, donde viven poco más de 100 personas, y dos sidrerías tradicionales.

- Anciola (Antziola): Este barrio forma parte de la trama urbana de Hernani. Surgió en los años de crecimiento de la ciudad entre las décadas de 1950 y 1970. Hacia los años 1980 comenzaron a desaparecer las industrias que dividían el barrio en dos partes, y que hoy forman la parte conocida como Antziola Berri. Es el barrio situado a lo largo de la carretera que sale de Hernani y va hacia los hospitales, por la conocida como cuesta de la muerte. Tiene más de 1300 vecinos.

- El Puerto (Portu): barrio situado en la orilla izquierda del Urumea y un poco al sur del Casco Viejo de Hernani. Su nombre se debe a la ubicación en sus inmediaciones de un antiguo puerto fluvial, ya desaparecido. Las vías del tren lo separan del vecino barrio de Elizatxo. Tiene unos 350 vecinos.

- Elizatxo: Su nombre quiere decir pequeña iglesia en euskera y se debe a la ermita situada en el lugar. Fue un barrio que creció en los años de gran expansión de Hernani y se extiende entre el casco viejo de Hernani y las vías del ferrocarril que lo separan del barrio de El Puerto-Portu. Tiene unos 500 vecinos.

- Epele (valle) (Epela Bailara): es un barrio alejado que está situado en la carretera que une Hernani con Goizueta a 4 km del casco urbano y 2,5 km antes de llegar a Ereñozu, viniendo desde Hernani. Es un barrio más pequeño que Ereñozu, con unos 125 vecinos. Los polígonos industriales de Hernani siguiendo la ribera del Urumea llegan hasta Epele donde hay instaladas varias industrias químicas (Pol.Industrial de Epele), aunque el barrio mantenga una fuerte impronta rural. Desde 2010 forma parte de la entidad local menor de Ereñozu.

- Ereñozu (Ereñotzu): situado a 6,5 km del casco urbano, en la carretera que une Hernani con Goizueta y con más de 400 habitantes; Ereñozu es uno de los barrios de Hernani con más fuerte personalidad y aspecto de pequeño pueblo. El barrio surgió a orillas del Urumea en el siglo XIX en torno al caserío Ereñozu y a una ermita cercana, que luego se convertiría en la parroquia del barrio. Con posterioridad se construyó la carretera que unió Hernani con Goizueta que atravesaba Ereñozu y que contribuyó a dar auge y poblarlo. De este barrio era natural el famoso bertsolari Txirrita. Desde 2010 se ha convertido en una entidad local menor, que integra también a otros barrios rurales cercanos como Epele o Pagoaga.

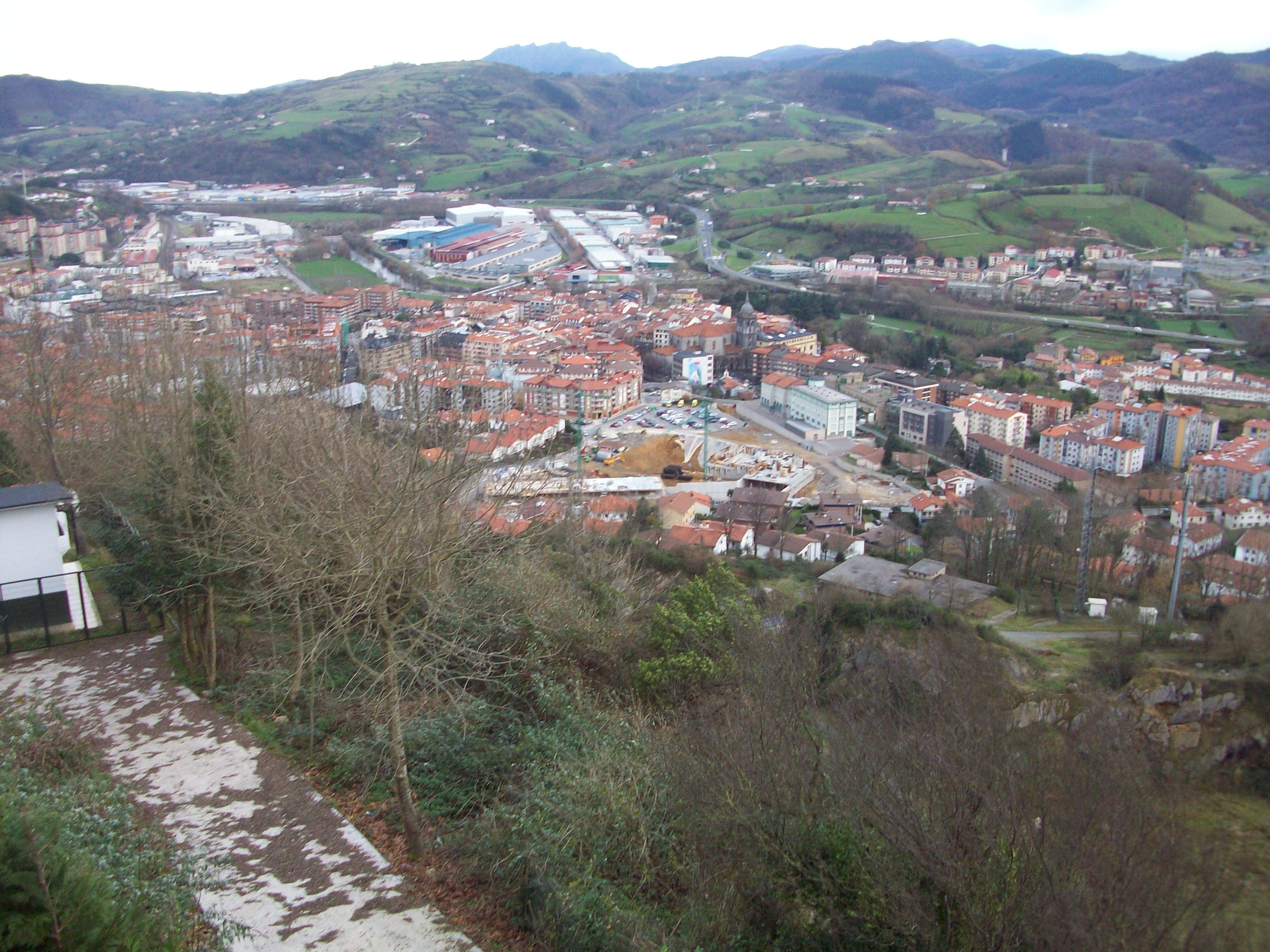
Vista desde el fuerte de Santa Bárbara

- Etxeberri: su nombre significa en euskera casa nueva. Son bloques de viviendas construidos en la década de los años 70 en las cercanías del barrio de La Florida que se encaraman por una cuesta. Viven casi 800 personas.

- La Florida: es uno de los principales barrios de Hernani. Situado a continuación del casco viejo de Hernani siguiendo la margen izquierda del río Urumea y las vías del ferrocarril. El barrio creció en torno a la estación de tren que se ubicó en el siglo XIX en este emplazamiento, alejado como un 1 km del casco viejo de Hernani. La zona de la Florida se consolidó como un área industrial donde a partir de 1930 comenzaron a edificarse viviendas. Con posterioridad, durante el gran crecimiento urbanístico y demográfico de Hernani entre los años 50 y 80, la urbanización de la zona iría completándose hasta soldarse con el resto del casco urbano. En la actualidad coexisten industria y vivienda en la zona, aunque existen planes para desmantelarla y trasladarla a otras áreas del municipio. La población ronda los 1000 habitantes.

- Galarreta: a un kilómetro del casco antiguo, la zona de Galarreta, parte del barrio Jauregi y Antziola, se convierte en una referencia para Hernani porque en él se ubica parte del parque tecnológico de Miramón de Ayete (San Sebastián) en el que se domicilia la empresa cooperativa Orono-Ideo y su edificio Orona-Zero y es sede además de parte del Campus de la Universidad de Mondragón. También se ubica en el lugar el fontón de Galarreta Jai-Alai de la empresa Oriamendi-2000 y existe un conjunto de viviendas de baja densidad. Se accede desde la carretera que une Hernani con el barrio donostiarra de Ayete. No llega a los 100 vecinos. En las proximidades se puede admirar el caserío Pitikar y Zabalaga (Museo Chillidaleku) y la llamada piedra del Inglés o Koronelarri.

- Caleras (Karobieta): Es una zona que se sitúa entre de la calle Elcano, el barrio Latsunbe y el barrio Marieluts. Sus zonas más conocidas son La plaza cubierta de Atxeguindegui y la Ikastola Langile. Por la actual calle Urbieta, que la separa de Latsunbe, circuló durante gran parte del siglo XX un tranvía que llegaba hasta San Sebastián. En esta misma zona se ubicó una empresa de tejidos conocida como Carrero desaparecida en los años 1980 para la ampliación urbanística de la zona, aunque sin actividad desde principios de los 70.

- Carabel (Karabel): Debajo del casco del pueblo, se encuentra este barrio, donde se encuentran el campo de Rugby (Landare) y el campo de Fútbol (Zubipe). Puesto que el río pasa por el barrio, carabel se ha visto inundado varias veces, siendo el incidente más grave el ocurrido en 1983, cuando hubo riadas en toda Vizcaya y Guipúzcoa.

- Jáuregui (valle) (Jauregi Bailara): es una zona situada al noroeste del municipio, lindando con San Sebastián, que forma un valle que al contrario del resto del municipio no drena hacia el río Urumea sino hacia un sistema de arroyos que vierten sus aguas directamente al mar (regatas de Añorga e Ibaeta). Tradicional barrio de caseríos de Hernani donde se han ubicado algunas industrias, así como los más modernos barrio de Galarreta y Sorgintxulo. El caserío Zabalaga donde su ubica el Museo Chillida-Leku forma parte de Jáuregui. Tiene unos 160 vecinos.

- Latsunbe: barrio situado entre el centro histórico y el barrio de Sorgintxulo. Antiguamente se ubicaban en él varios caseríos y una regata (hoy canalizada y subterránea) junto con un lavadero ya desaparecido. Las villas que se fueron construyendo durante el siglo XX le dieron nombre al barrio durante esa época, (barrio de las Villas), hasta que en los años 1980 se recuperó la toponimia original. La reciente construcción de bloques de viviendas dio origen a un nuevo barrio en la misma zona (Latsunbe berri). Su vecino más conocido fue el poeta Gabriel Celaya, nacido en un caserío situado en el lugar que hoy ocupa la comisaría de la Ertzaintza.

- Liceaga (Lizeaga): barrio situado entre el centro y los barrios de Santa Bárbara y Elizatxo. Históricamente fue el camino de salida desde las murallas del pueblo hacia el sur, para posteriormente y a medida que se fue edificando dar nombre a todo el barrio.

- Mañe i Flaquer: Zona de casas construida en los años 70 ubicada entre La calle Carmelo Labaka y el barrio de La Florida.

- Marieluts: barrio de nueva construcción que se sitúa en los terrenos del antiguo caserío Marieluts que linda sus terrenos con los barrios de Latsunbe y Karobieta(Kaleras).

- Martindegui (valle) (Martindegi Bailara): barrio de caseríos de impronta rural situado al noreste del término municipal en los límites con el vecino municipio de Astigarraga. Hay varias sidrerías en la zona. Tiene unos 150 vecinos.

- Osinaga (valle) (Osinaga Bailara): barrio de caseríos dispersos. Tiene unos 220 vecinos.

- Pagoaga (valle) (Pagoaga Bailara): barrio de caseríos dispersos. Tiene unos 60 vecinos.

- Sagastialde: calle ubicada en dirección hacia el barrio de La Florida donde se ubica la iglesia de San José, y separada de este barrio por una empresa de refractarios.

- Sagastialdeberri: Prolongación de la calle Sagastialde en dirección hacia Antziola, y donde se ubican las pistas de atletismo y la guardería municipal de reciente construcción.

- Santa Bárbara (Santa Barbara): barrio de casas bajas, villas y caseríos situado a los pies del monte homónimo que domina Hernani. Separado del resto de Hernani por la carretera San Sebastián-Urnieta.

- Sorgintxulo: su nombre quiere decir literalmente el agujero de la bruja.

- Zicuñaga (Zikuñaga): barrio en el que se encontraba la ermita donde se ubicaba la figura de la virgen del mismo nombre y que es la patrona de Hernani. Dicha figura, notable debido a su color moreno, se cree fue traída por algún caballero cruzado y fue robada de la ermita en la década de los 70. El barrio crece en los 60 debido al boom demográfico de la época y es desde entonces un barrio de clara vocación obrera, hogar de personas de toda España que vinieron a nutrir la industria de la zona. El barrio se encuentra a la sombra de una fábrica papelera.

## Historia

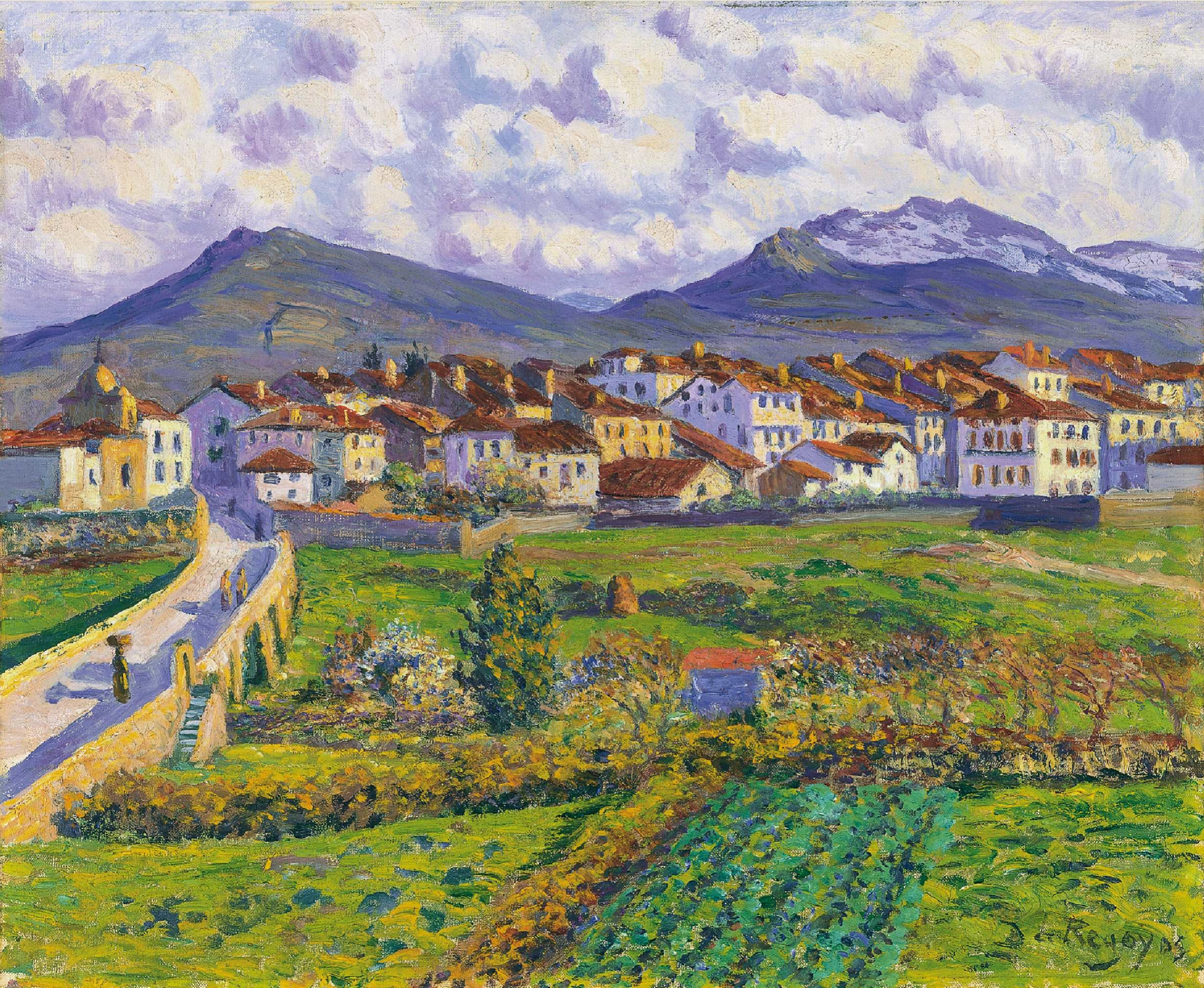
Darío de Regoyos, Paisaje de Hernani, 1900 (Málaga, Museo Carmen Thyssen)

Durante la Alta Edad Media, el territorio que formaría la provincia de Guipúzcoa estaba dividido en valles y Hernani era uno de ellos. El valle de Hernani se extendía antiguamente por todo el territorio comprendido entre los cursos bajos de los ríos Urumea y Oria. Comprendía en su territorio las actuales poblaciones de San Sebastián, Hernani, Astigarraga, Lasarte-Oria, Usúrbil, Urnieta y Orio.
Las primeras menciones escritas referidas al valle de Hernani se remontan a un documento de unos votos del conde castellano Fernán González en favor del Monasterio de San Millán de la Cogolla que están fechados en el año 938, pero de los que se cree que son una falsificación del siglo XIII. En 1101 Pedro I de Aragón confirma al monasterio de San Salvador de Leyre la iglesia de San Sebastián, sita en término de Hernani y firma como testigo Iñigo Velaz, tenente de Echauri. Fechado a finales del siglo XII está el documento de donación del Monasterio de San Sebastián al Monasterio de Leyre en Navarra por parte del rey navarro Sancho el Sabio, donde se indica que dicho monasterio de San Sebastián se encontraba en los confines de Hernani.
Cuando dicho rey navarro creó la villa de San Sebastián hacia 1180, el territorio del valle de Hernani quedó englobado dentro de la jurisdicción de la nueva villa.
Se desconoce cuándo se creó a su vez la villa de Hernani, porque su carta-puebla se perdió junto con sus archivos en un incendio. Algunos estiman que la fundación de la villa se produjo durante el reinado del rey castellano Alfonso X el Sabio, en la segunda mitad del siglo XIII, ya que este rey creó una red de villas estratégicas a lo largo de las rutas que unían la costa con el interior de Guipúzcoa, y Hernani pudo ser una de estas localidades estratégicas. Otros retrasan la fundación de la villa hasta finales del siglo XIV, estableciendo como fecha más tardía 1379, puesto que un documento del siglo XV menciona un acuerdo entre los concejos de Hernani y San Sebastián para el aprovechamiento de los montes del valle del Urumea que se produjo en 1379, lo que da a entendar que para aquella fecha Hernani estaba ya constituida en villa.
La villa de Hernani extendía su jurisdicción sólo sobre parte del antiguo valle. Perdía toda la franja costera y más baja del valle de Urumea que siguió formando parte de San Sebastián, así como la zona más occidental, en el valle del Oria, que se convirtió en la villa de Usúrbil en 1371. Su límite occidental siguió siendo el río Oria, pero en contraposición su límite oriental no lo marcó ya el río Urumea como antaño, sino los montes que separaban el valle del Urumea de los del Oyarzun, extendiéndose la villa por la margen derecha de dicho río. Se cree que el emplazamiento de la villa de Hernani, en un altillo a 42 metros de altitud que domina la margen izquierda del río Urumea y situado a su vez a los pies del monte Santa Bárbara, se correspondía a la ubicación del primitivo poblado principal del valle. Este casco antiguo, de forma ovalada, estaba rodeado de murallas y poseía varias entradas (de las que solo sobrevive una en la calle Felipe Sagarna "Zapa"). En un principio poseía dos calles a lo largo (la calle Mayor-Kale Nagusia y la calle Kardaberaz), que eran atravesadas por una calle perpendicular (calles Nafar y su prolongación Felipe Sagarna "Zapa").

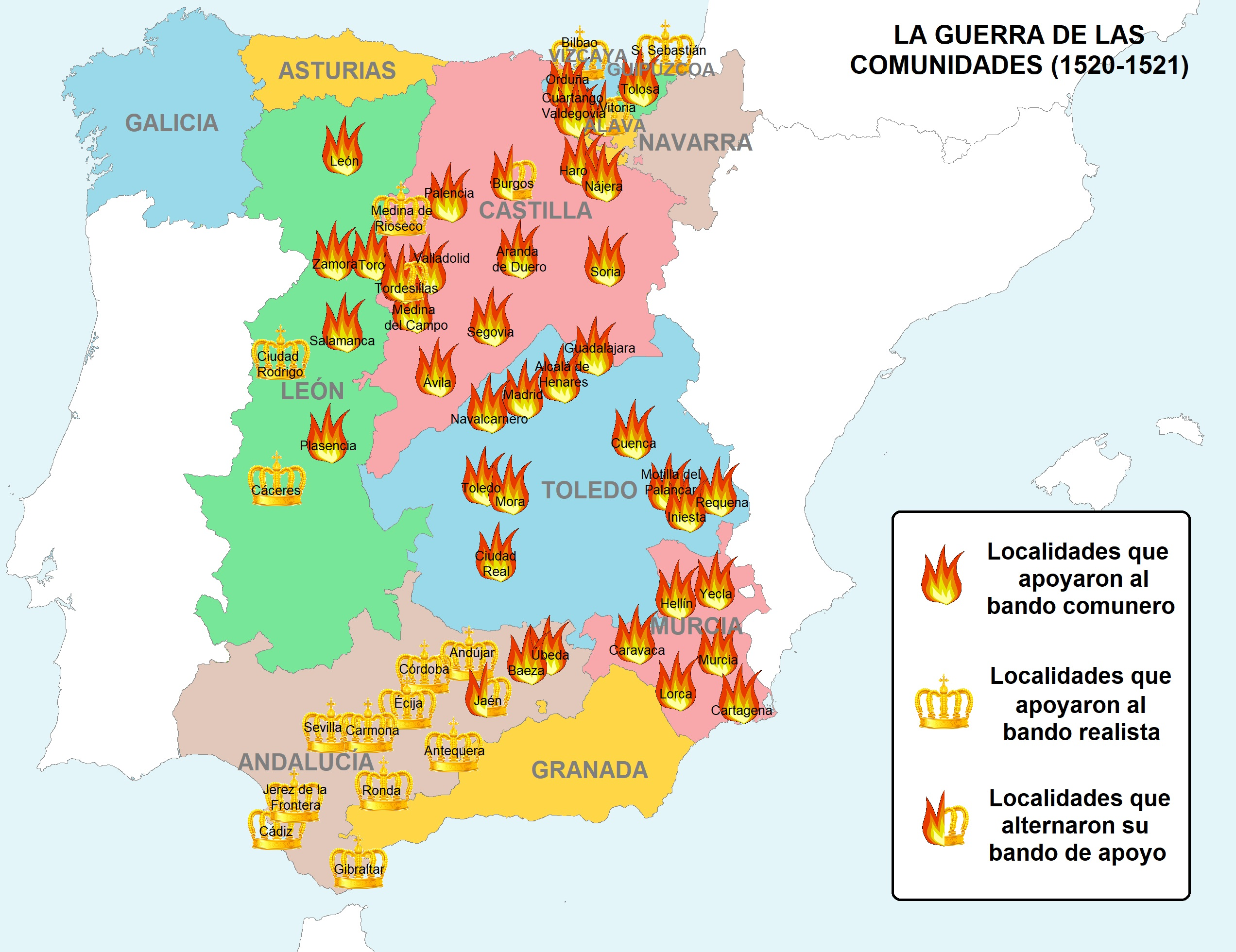
Hernani se situó en el bando comunero en la Guerra de las Comunidades del

Tras el levantamiento del conde de Salvatierra en 1520, durante la Guerra de las Comunidades, Hernani se situó en el bando comunero, venciendo el ejército realista la resistencia de Hernani y de otras localidades comuneras vascas tras la derrota del ejército del conde de Salvatierra, Pedro López de Ayala, en la batalla de Miñano Mayor el 19 de abril de 1521.
Las primeras ordenanzas municipales son de 1542, copia de las ordenanzas desaparecidas de 1512 durante un ataque del ejército navarro-gascón en el contexto de la reconquista de Navarra. Son numerosas las invasiones y destrucciones que ha sufrido la villa a lo largo de su historia: las guerras banderizas medievales, las invasiones francesas en los siglos XVII, XVIII y XIX, así como los duros asedios que sufrió durante las guerras carlistas y finalmente la guerra civil española de 1936.
En 1614 se produjo la desanexión de Urnieta y, ya en febrero de 1986 se produjo la de Lasarte, situado en el valle del Oria, que había crecido a su vez hasta convertirse en un pueblo.

## Economía
Según el Eustat hay 8722 puestos de trabajo en el municipio (datos al 1-1-2010), que equivalen al 45 % de la población total de Hernani. El sector industrial agrupa cerca del 45 % de los puestos de trabajo con 240 centros de trabajo industriales censados en el municipio.
La población hernaniarra trabaja fundamentalmente en el sector servicios que da trabajo al 62 % de la población, la industria emplea al 26 % de los trabajadores y la construcción al 10 %. Solo un 1 % se dedica actualmente a la actividad agraria. (Datos de 2001). En 2005 la tasa de paro rondaba el 9 % de la población activa, un porcentaje superior al de la comarca. La renta per cápita en Hernani es aproximadamente entre un 85 % y un 90 % de la media de renta de Guipúzcoa como de la comarca de San Sebastián.
El sector servicios cubre las necesidades de una población de 18 000 habitantes en lo que respecta a comercio, hostelería y servicios básicos que se encuentran bastante cubiertos. A pesar de su cercanía a San Sebastián, Hernani no es una ciudad-dormitorio de la capital y la mayor parte de su población lleva a cabo su vida y cubre sus necesidades básicas en la propia localidad. Para cierto tipo de comercio y servicios más especializados la población suele acudir a la cercana capital o al centro comercial de Usúrbil.
Hernani es una localidad fuertemente industrializada con unas 240 sociedades industriales censadas. Desde el barrio de Martindegi hasta el barrio de Epele se extiende un continuo de unos 5 km formado por polígonos industriales ubicados a lo largo de la ribera del río Urumea (Polígonos de Landare, Ibaiondo, Zikuñaga, Eziago, Ibarluze, Lastaola y Epele). La industria de Hernani está bastante diversificada. Las empresas más importantes ubicadas en Hernani son la cooperativa Orona dedicada a la fabricación y montaje de ascensores, que cuenta con más de 800 trabajadores en plantilla y la veterana empresa Papelera Guipuzcoana de Zicuñaga situada en el barrio homónimo. Entre la industria de Hernani destacan las numerosas empresas químicas.
Antiguamente tuvo gran importancia en la economía local la empresa siderúrgica Pedro Orbegozo, fundada en la década de 1950 y que llegó a emplear a casi 1500 trabajadores, la mayor parte de ellos hernaniarras. La empresa cerró finalmente en 1992 tras una larga crisis y su cierre causó un fuerte impacto en la economía local. En el lugar donde se ubicaba antiguamente esta empresa se encuentra actualmente el Polígono Ibaiondo.

## Administración y política
| Partido político                                              | 2015   | 2015       | 2011   | 2011       | 2007   | 2007       | 2003        | 2003        | 1999    | 1999       | 1995   | 1995       | 1991  | 1991       |
| Partido político                                              | %      | Concejales | %      | Concejales | %      | Concejales | %           | Concejales  | %       | Concejales | %      | Concejales | %     | Concejales |
| Euskal Herria Bildu (EH Bildu)-Bildu                          | 45,63  | 9          | 42,91  | 9          | —      | —          | —           | —           | —       | —          | —      | —          | —     | —          |
| Euzko Alderdi Jeltzalea-Partido Nacionalista Vasco (EAJ-PNV)  | 22,60  | 4          | 17,67  | 3          | 10,99  | 2          | 45,46       | 8           | 25,84   | 5          | 8,66   | 1          | 11,97 | 2          |
| Orain Hernani! (OH!)                                          | 14,71  | 2          | —      | —          | —      | —          | —           | —           | —       | —          | —      | —          | —     | —          |
| Partido Socialista de Euskadi-Euskadiko Ezkerra (PSE-EE PSOE) | 11,75  | 2          | 16,46  | 3          | 15,56  | 3          | 24,76       | 4           | 13,71   | 2          | 14,81  | 3          | 18,84 | 3          |
| Partido Popular del País Vasco (PP)                           | 3,11   | 0          | 4,09   | 0          | 5,18   | 1          | 10,74       | 2           | 6,91    | 1          | 5,75   | 1          | 2,87  | 0          |
| Hamaikabat (H1!)                                              | —      | —          | 9,11   | 2          | —      | —          | —           | —           | —       | —          | —      | —          | —     | —          |
| Aralar                                                        | —      | —          | 4,27   | 0          | —      | —          | —           | —           | —       | —          | —      | —          | —     | —          |
| Ezker Batua-Berdeak (EB-B)                                    | —      | —          | 3,07   | 0          | 9,84   | 1          | 15,34       | 3           | 4,02    | 0          | 6,99   | 1          | —     | —          |
| Denok Hiritar–Ciudadanía Plena (HD-CP)                        | —      | —          | 0,00   | 0          | —      | —          | —           | —           | —       | —          | —      | —          | —     | —          |
| Eusko Abertzale Ekintza-Acción Nacionalista Vasca (EAE-ANV)   | —      | —          | —      | —          | 46,03  | 8          | —           | —           | —       | —          | —      | —          | —     | —          |
| Eusko Alkartasuna (EA)                                        | —      | —          | —      | —          | 10,37  | 2          | Con PNV     | Con PNV     | Con PNV | Con PNV    | 24,01  | 4          | 16,04 | 3          |
| Euskal Herritarrok (EH)-Herri Batasuna (HB)                   | —      | —          | —      | —          | —      | —          | Ilegalizado | Ilegalizado | 48,14   | 9          | 37,92  | 7          | 36,02 | 7          |
| Euskadiko Ezkerra (EE)                                        | PSE-EE | PSE-EE     | PSE-EE | PSE-EE     | PSE-EE | PSE-EE     | PSE-EE      | PSE-EE      | PSE-EE  | PSE-EE     | PSE-EE | PSE-EE     | 7,52  | 1          |
| Coalición Electoral LKI-EMK (LKI-EMK)                         | —      | —          | —      | —          | —      | —          | —           | —           | —       | —          | —      | —          | 5,39  | 1          |

## Demografía
Hernani cuenta con una población de 20 355 habitantes (INE 2024).
| Gráfica de evolución demográfica de Hernani entre 1842 y 2021                                                       |
| |
| Población de derecho según los censos de población del INE Población de hecho según los censos de población del INE |

A partir de la década de 1960, se produjo un gran aumento de la población, debida principalmente a la llegada de numerosos trabajadores procedentes de otras regiones de España (Castilla y Léon, Andalucía y Extremadura, principalmente), atraídos por el trabajo en la industria de la zona. Este crecimiento se detuvo por la crisis de la industria y la situación política a finales de los 70 y principios de los 80.
En 1986 se produjo la desanexión del barrio de Lasarte, que pasó a formar parte de un municipio de nueva creación denominado Lasarte-Oria. Esa desanexión supuso una pérdida de unos 10 000 habitantes en Hernani. En los últimos 20 años la población ha permanecido bastante estable.

## Patrimonio

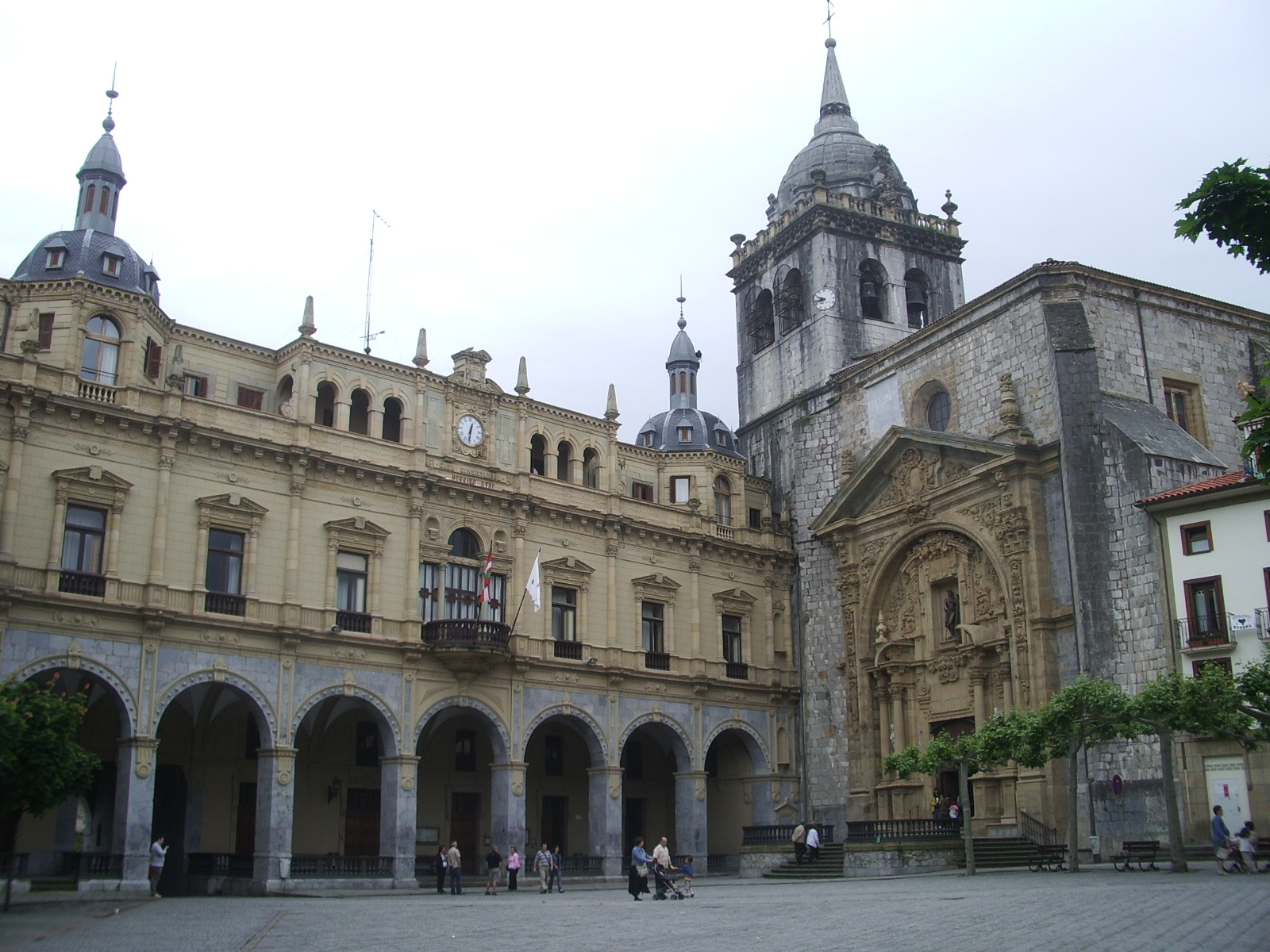
Plaza de los Gudaris. Iglesia de San Juan Bautista y Casa Consistorial

El Casco Urbano de Hernani, antiguamente amurallado, está catalogado como Conjunto Monumental. En su interior se conserva el trazado medieval de las calles y algunos edificios de interés.

### Monumentos religiosos
- Iglesia parroquial de San Juan Bautista
- Convento de San Agustín
- Dólmenes de Igoin-Akola
- Cromlechs

### Monumentos civiles
- Casa Consistorial.
- Fuerte de Santa Bárbara.
- Casa-torre de los Gentiles (o de Portalondo).
- Lavadero y fuente pública de Leoka.
- Puerta de acceso a la villa en el cantón de Zapa.
- Orona Zero, Campus de la Universidad de Mondragón en Galarreta-Hernani.

## Cultura

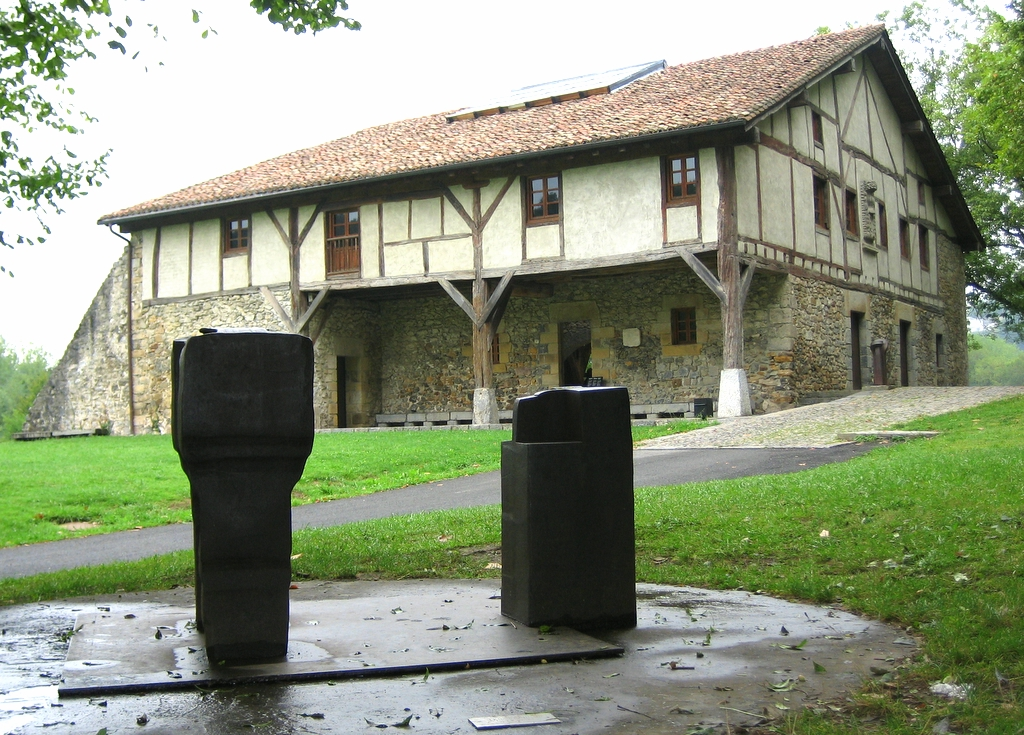
Museo Chillida-Leku

En el término municipal de Hernani se encuentra el Museo Chillida-Leku consagrado a la obra del escultor donostiarra Eduardo Chillida.
Por otro lado, en relación con las fiestas patronales de San Juan, que se celebran entre el 23 y 27 de junio, una semana antes del comienzo de esta se realiza un concierto que preludia las mencionadas fiestas. En ella participan diversos grupos musicales del municipio, tales como la Banda de txistularis de Hernani y alrededores, la orquesta de acordeón y el coro pertenecientes a la Hernaniko Musika Eskola Publikoa, los coros Ozenki, Kantuz y el coro parroquial y la Banda de música de Hernani. Además de diversos grupos de baile tradicional como Ttarla Dantza taldea.
Este concierto es conocido como San Juan Iragarpen Kontzertu, concierto preludio de las fiestas de San Juan.

### Gastronomía
La especialidad de la comarca es el jabalí a la sidra.

### Deporte
El Club Deportivo Hernani es el club de fútbol de la ciudad de Hernani, en Guipúzcoa.
El club fue fundado en 1940. En 1955 logró ascender por primera vez en su historia a la Tercera división española. Su techo histórico lo alcanzó en 1991 cuando logró ascender hasta la Segunda división B. El Hernani logró permanecer dos temporadas en esta categoría, cayendo en 1993 de nuevo a la Tercera división española. En la temporada 1994-95 llegó a promocionar de nuevo para el ascenso a Segunda División B, pero sin éxito.
Al finalizar la temporada regular 2008-09 se clasificó para los play-offs de ascenso a la Tercera división española aunque finalmente no pudo ascender.
En la temporada 2010-11, el Hernani consigue el ascenso a Tercera División tras ganar el campeonato de División de Honor Regional, lo que da el ascenso directo.
Temporadas en 1.ª: 0
Temporadas en 2.ª: 0
Temporadas en 2.ª B: 2
Temporadas en 3.ª: 19.
Mejor puesto en la liga: 12.º (Segunda B Grupo II temporada: 91-92).
El club cuenta además con secciones de atletismo, bolos y pelota vasca.
La sección de pelota también de larga tradición cuenta con innumerables campeonatos en diferentes campeonatos y categorías.
Entre los diferentes clubes deportivos de Hernani, se puede destacar el club de rugby: Hernani Club de Rugby Elkartea (HCRE) que, actualmente, milita en división de honor del rugby estatal pero que, en su día, logró ser subcampeón de España (1983/84). Además, este club, posee una gran cantera que ha cosechado grandes éxitos a lo largo de los años.

### Fiestas
Las fiestas patronales se celebran a finales del mes de junio, coincidiendo con la festividad de San Juan Bautista (24 de junio). Es tradicional que los días 24, 25 y 26 de junio, coincidiendo con las fiestas, se baile la antes llamada de forma indiferente maskuri-dantza (danza de la vejiga) o Azeri-dantza (danza del zorro), un baile tradicional, y que ahora se conoce mayoritariamente por este último nombre ya que, en la década de los 80 del siglo XX, se añadió un personaje con una careta hecha con un zorro que lo acompañaba.
Los barrios de Hernani también celebran sus fiestas:
- Elizatxo: Festividad de la Santa Cruz (3 de mayo).
- Ereñozu: San Antonio (13 de junio).
- Santa Bárbara: Romería a la cima del monte el 31 de julio por San Ignacio.
- Barrio del Puerto: Martirio de San Juan Bautista (29 de agosto).
- Zikuñaga: Virgen de Zikuñaga (8 de septiembre).

### Ocio
Hernani es una de las localidades con más tradición en la elaboración artesanal de sidra. Junto con Astigarraga y Usúrbil forma el triángulo de las sidrerías donde se concentran la mayor parte de las sidrerías guipuzcoanas. Hay en torno a una decena de estos establecimientos en el municipio. Durante la temporada de sidrerías (de febrero hasta mayo) la localidad acoge numerosos visitantes que acuden de Guipúzcoa y de las provincias limítrofes a las sidrerías. Los bares del casco viejo de Hernani suelen tener una especial animación durante los fines de semana de esta época gracias a estos visitantes.